# Christian August Valentiner (Pastor, 1798)
Christian August Valentiner (* 26. Juni 1798 in Flensburg; † 27. März 1864 in Hamburg; Pseudonym: Petersen) war ein deutscher lutherischer Theologe.

## Leben
Christian August Valentiner stammte aus einer alten schleswig-holsteinischen Akademikerfamilie. Er war ein Enkel des Propsten Christian August Valentiner und ein Sohn von Georg Wilhelm Valentiner, zuletzt von 1825 bis zu seinem Tod 1836 Hauptpastor an der Flensburger Marienkirche. Die Pastoren Friedrich Peter Valentiner, Friedrich Wilhelm Valentiner und Diedrich Harries sowie der Arzt Georg Theodor Valentiner waren seine Cousins.
Valentiner bezog 1818 die Universität Kiel zum Theologiestudium. Später wechselte er zur Universität Jena. Während seines Studiums wurde er 1818 Mitglied der Alten Kieler Burschenschaft sowie 1819 der Urburschenschaft in Jena und war 1821 Mitgründer der Kieler Burschenschaft Germania. 
Vier Jahre nach Beginn des Studiums bestand er auf Schloss Gottorf sein theologisches Amtsexamen. Anschließend war er in Dresden als Hauslehrer tätig und wurde 1824 als Katechet an der St.-Petri-Kirche in Kopenhagen eingesetzt. Vier Jahre darauf wechselte er als Hauptpastor nach Heiligenhafen. Als solcher wurde er dann im Jahre 1837 als Nachfolger seines Vaters nach Flensburg berufen. Als 1850 die dänische Regierung in Schleswig-Holstein wieder an die Macht kam, wurden viele Geistliche, die die Schleswig-Holsteinische Erhebung unterstützt hatten, ihrer Ämter enthoben, so auch alle drei Pastoren Valentiner.
Da für ihn kaum noch Chancen bestanden, einen geistlichen Beruf dort weiter auszuüben, zog er nach Hamburg, um fortan Privatunterricht zu geben. Dies tat er bis zu seinem Tod im Alter von 65 Jahren. Er verfasste auch zahlreiche Bücher und Zeitschriftenartikel und übersetzte, unter anderem die Erzählung Beatrice Cenci von Francesco Domenico Guerrazzi.
Er war verheiratet mit Emma, geb. Kochen (* 19. Mai 1805 in Glückstadt; † 3. Mai 1845 in Flensburg), einer Tochter des Pastors Albrecht Heinrich Matthias Kochen.

## Werke
- Von der Liebe guter Menschen zu den Bäumen (1829)
- Erinnerungen aus Kriegs- und Friedenszeiten (1851)
- Kleine Monologen über die Religion unserer Zeit. Aus der Mystik und dem Leben, nebst Beiträgen aus bekannten und unbekannten Mystikern (1854)
- Wahl und Führung auf dem Wege nach der Religion der Zukunft (1856)
- Zufallende Gedanken auf dem Wege zur Jenaer Jubelfeier und dem Hamburger Kirchentage (1859)
- Tagebuch eines christlichen Platonikers (1861)